# Andrej Karlov
Andrei Gennadjevitsj Karlov (Russisch: Андрей Геннадьевич Карлов) (Moskou, 4 februari 1954 – Ankara, 19 december 2016) was een Russisch diplomaat en de Russische ambassadeur in Turkije. Op 19 december 2016 werd hij tijdens het bezoeken van een fototentoonstelling in Ankara doodgeschoten.

## Biografie
Karlov werd geboren in Moskou op 4 februari 1954. In 1976 studeerde hij af aan het Moskous Staatsinstituut voor Internationale Betrekkingen. In datzelfde jaar werd hij lid van de diplomatieke dienst. In 1992 studeerde hij af aan de Diplomatieke Academie van het Ministerie van Buitenlandse Zaken van de Russische Federatie. Hij sprak vloeiend Koreaans, omdat hij van 2001 tot 2006 de Russische ambassadeur in Noord-Korea was.
Van 2007 tot 2009 was Karlov werkzaam als adjunct-directeur van de consulaire afdeling van het Russische ministerie van Buitenlandse Zaken. Hij werd in januari 2009 gepromoveerd tot directeur van de afdeling. In juli 2013 werd hij benoemd tot ambassadeur in Turkije.
Op 21 december, de dag na zijn dood, werd Karlov postuum onderscheiden met de titel Held van de Russische Federatie.
Karlov was getrouwd en had één zoon.

## Moord
Op 19 december 2016 werd Karlov tijdens het bezoeken van een fototentoonstelling in Ankara doodgeschoten. De dader, Mevlüt Mert Altıntaş, schreeuwde na de schietpartij "Allahu akbar (God is de grootste)! Vergeet Aleppo niet, vergeet Syrië niet. Zolang onze provincies niet veilig zijn, zullen jullie ook geen vrijheid proeven. Blijf daar, blijf daar. Alleen de dood brengt ons weg van hier. Elke persoon die een aandeel heeft in deze wreedheid zal boeten."
De moord vond plaats enkele dagen na protesten van Turkse mensen tegen de Russische betrokkenheid bij de Syrische Burgeroorlog en de strijd in Aleppo.